# Président (film, 1964)
Pour les articles homonymes, voir Président (homonymie).
Pour plus de détails, voir Fiche technique et Distribution.
Président (Председатель, Predsedatel) est un film soviétique réalisé par Alekseï Saltykov, sorti en 1964.

## Fiche technique
- Titre original : Председатель
- Titre français : Président[1]
- Réalisation : Alekseï Saltykov
- Scénario : Iouri Naguibine
- Photographie : Vladimir Nikolaïev
- Musique : Alexandre Kholminov
- Pays d'origine : URSS
- Format : Noir et blanc - 35 mm - Mono
- Genre : drame
- Durée : 166 minutes
- Date de sortie : 1964

## Distribution
- Mikhaïl Oulianov : Egor Troubnikov
- Ivan Lapikov : Semion
- Nonna Mordioukova : Donia
- Kira Golovko : Nadejda
- Valentina Vladimirova : Polina Korchikova
- Antonina Bogdanova : Praskovia Sergueïevna
- Sergueï Kourilov : Vassili Kotchetkov
- Mikhaïl Kokchenov : Micha
- Viatcheslav Nevinny : Pavel Markouchev
- Nikolaï Parfionov : Kliaguine
- Varvara Popova : Samokhina
- Vitali Solomine : Valejine
- Arkadi Troussov : Ignat Zakharovitch
- Vladimir Etouch : Kaloïev